# Pinheiro de Ázere
Pinheiro de Ázere is een plaats (freguesia) in de Portugese gemeente Santa Comba Dão en telt 1003 inwoners (2001).